# Капустиноярский сельсовет
Капустиноярский сельский совет — муниципальное образование в составе Ахтубинского района Астраханской области, Российская Федерация.
Административный центр — село Капустин Яр.

## Географическое положение
Граничит с ЗАТО Знаменск, Черноярским районом, Волгоградской областью.

## Население
| 2010  | 2012  | 2013  | 2014  | 2015  | 2016  | 2017  |
| ----- | ----- | ----- | ----- | ----- | ----- | ----- |
| 6031  | ↘5817 | ↘5607 | ↘5384 | ↘5212 | ↘5093 | ↘4965 |
| 2018  | 2019  | 2020  | 2021  |       |       |       |
| ↘4719 | ↘4411 | ↘4324 | ↘4228 |       |       |       |

## Состав сельского поселения
| № | Населённый пункт | Тип населённого пункта       | Население |
| - | ---------------- | ---------------------------- | --------- |
| 1 | Дуюнов           | хутор                        | ↗7        |
| 2 | Камнев           | хутор                        | ↗43       |
| 3 | Капустин Яр      | село, административный центр | ↘4098     |
| 4 | Корочин          | хутор                        | ↘32       |
| 5 | Лопин            | хутор                        | ↘67       |
| 6 | Никонов          | хутор                        | ↘3        |
| 7 | Сокорь           | хутор                        | ↘4        |
| 8 | Стасов           | хутор                        | →106      |
| 9 | Токарев          | хутор                        | ↘45       |

## Объекты социальной сферы
На территории сельсовета действую следующие учреждения: поселковое отделение полиции, участковая больница, средняя школа, дом культуры. Все учреждения находятся на территории Капустин Яр.